# Лейк-Гамільтон (Арканзас)
Лейк-Гамільтон (англ. Lake Hamilton) — переписна місцевість (CDP) в США, в окрузі Гарленд штату Арканзас. Населення — 2084 особи (2020).

## Географія
Лейк-Гамільтон розташований за координатами 34°25′38″ пн. ш. 93°5′21″ зх. д. / 34.42722° пн. ш. 93.08917° зх. д. (34.427217, -93.089124).  За даними Бюро перепису населення США в 2010 році переписна місцевість мала площу 9,99 км², з яких 5,05 км² — суходіл та 4,95 км² — водойми.

## Демографія
Згідно з переписом 2010 року, у переписній місцевості мешкало 2135 осіб у 1021 домогосподарстві у складі 623 родин. Густота населення становила 214 особи/км².  Було 1637 помешкань (164/км²). 
Расовий склад населення:
| - 89,4 % — білих - 5,9 % — чорних або афроамериканців - 1,5 % — азіатів - 0,3 % — корінних американців - 1,0 % — осіб інших рас |

До двох чи більше рас належало 1,9 %. Іспаномовні складали 3,0 % від усіх жителів.
За віковим діапазоном населення розподілялося таким чином: 18,4 % — особи молодші 18 років, 59,4 % — особи у віці 18—64 років, 22,2 % — особи у віці 65 років та старші. Медіана віку мешканця становила 46,6 року. На 100 осіб жіночої статі у переписній місцевості припадало 93,6 чоловіків;  на 100 жінок у віці від 18 років та старших — 90,6 чоловіків також старших 18 років.
Середній дохід на одне домашнє господарство  становив 95 142 долари США (медіана — 55 427), а середній дохід на одну сім'ю — 112 008 доларів (медіана — 70 877). За межею бідності перебувало 13,9 % осіб, у тому числі 25,6 % дітей у віці до 18 років та 0,0 % осіб у віці 65 років та старших.
Цивільне працевлаштоване населення становило 933 особи. Основні галузі зайнятості: роздрібна торгівля — 31,5 %, освіта, охорона здоров'я та соціальна допомога — 17,1 %, виробництво — 14,7 %.